# Арріґо Бойто
Арріґо Бо́йто (італ. Arrigo Boito; 24 лютого 1842 — 10 червня 1918) — італійський композитор і поет, який прославився як автор лібрето до деяких опер Джузеппе Верді.

## Життєпис
Народився в Падуї, у сім'ї італійського живописця Сільвестро Бойто та польської графині Джозефіни Радолінської. Музичну освіту Бойто здобув у Міланській консерваторії, після закінчення якої (1861) вирушив подорожувати. Композитор побував у Парижі, а також у Польщі та Німеччині, де познайомився з музикою Ріхарда Вагнера, що справила на нього величезне враження. Першими великими творами Бойто були кантати «Четвертого червня» (Il quattro giugno, 1860) і «Сестри Італії» (Le sorelle d'Italia, 1862). 1868 року композитор написав свій найвідомішій твір — оперу «Мефістофель» на власне лібрето за твором «Фауст» Гете. На прем'єрі опера зазнала фіаско, однак згодом стала потроху завойовувати симпатії публіки, неодноразово була поставлена в Москві і Санкт-Петербурзі, роль Мефістофеля виконував Федір Шаляпін. Інші опери Бойто: «Геро і Леандро», «Нерон», «Орестеада».
Бойто також знаний як поет (публікував свої твори під псевдонімом Tobia Gorrio), його вірші дуже популярні в Італії. Бойто — автор лібрето власних опер і кантат, а також опер «Симон Бокканегра», «Отелло», «Фальстаф» Джузеппе Верді, «Джоконда» Амількаре Понк'єллі, «Серп» Альфредо Каталані та ряду інших.
Також знаний як представник руху Скапільятура. Іменем Арріґо Бойто названо Консерваторію у Пармі, роботою якої Арріґо Бойто керував деякий час.